# Сирани, Элизабетта

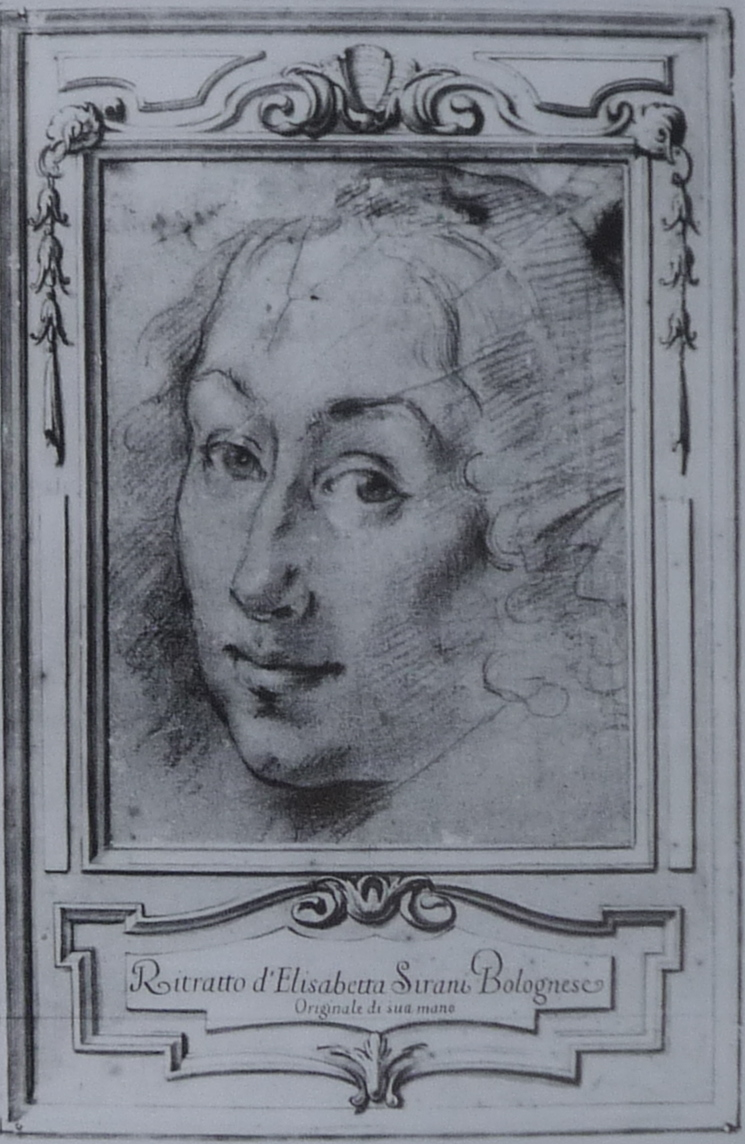
Элизабетта Сирани. Автопортрет. Ливерпуль

Элизабе́тта Сира́ни (итал. Elisabetta Sirani; 8 января 1638, Болонья — 28 августа 1665, там же) — итальянская художница болонской школы, представительница барокко.

## Биография
Дочь художника болонской школы и торговца произведениями искусства Джованни Андреа Сирани, одного из ближайших учеников и сотрудников Гвидо Рени. Начала заниматься живописью в 12 лет под влиянием ценителя и историка искусства Карло Чезаре Мальвазиа, впоследствии включившего её биографию — единственной женщины — в свою известную книгу о художниках Болоньи (1678). Отец поначалу относился к этим занятиям скептически, но год спустя принял дочь в мастерскую. Уже к 17-ти годам она стала вполне сложившимся живописцем и гравёром, с этого времени вела тетрадь, в которую записывала все свои работы. Её манера близка к Гвидо Рени, их произведения несколько раз путали: так, известный предполагаемый портрет Беатриче Ченчи работы Сирани долгое время приписывался Рени.

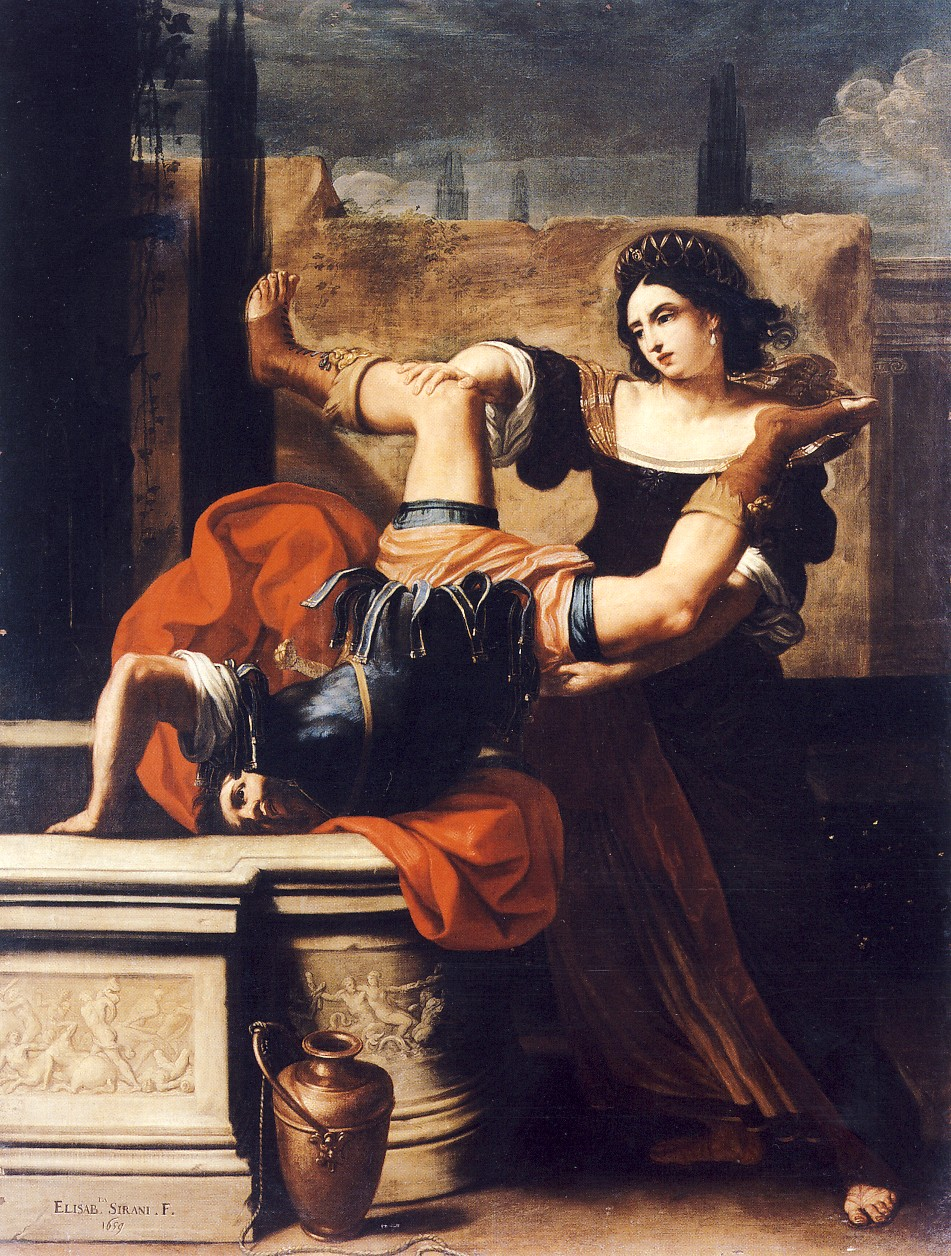
Тимоклея, сталкивающая в колодец своего насильника, 1659. Неаполь

Художница много трудилась, чтобы прокормить семью: отец отошёл от живописи, изувеченный артрозом и подагрой, так что ей пришлось возглавить мастерскую, где её помощницами выступали сестры Барбара и Анна Мария (ит.). Её работы славились не только в Болонье, но во Флоренции и Риме, среди ценителей её живописи был Козимо III Медичи. В 1660 году открыла школу живописи для женщин, в том же году была принята в Академию Святого Луки в Риме. Любила музыку, играла на лире, пела, писала стихи.
Умерла от прободной язвы (хотя по городу ходили слухи, будто её отравила служанка Лючия Толомелли, было проведено дознание). Торжественную мессу по умершей отслужили через два с половиной месяца после её кончины, в ноябре 1665 года в болонской базилике святого Доминика. Катафалк в затянутой чёрным капелле представлял собой сделанный под мрамор античный Храм Славы со скульптурным изображением художницы за мольбертом. Поэты и писатели посвятили ей различные сочинения в стихах, которые Джованни Луиджи Пичинарди опубликовал вместе со своей надгробной речью под названием «Кисть, облитая слезами» (итал. Il pennello lacrimato), а Бартоломео Заничелли, частый посетитель школы Сирани в течение пятнадцати лет, нарисовал её посмертный портрет. Останки умершей были захоронены рядом с прахом Гвидо Рени в капелле Гвидотти базилики святого Доминика в Болонье.

## Творчество
Элизабетта Сирани оставила около 200 живописных и графических работ, находящихся сегодня в различных музеях Европы и США.
Ей принадлежат живописные и графические работы на библейские и мифологические сюжеты, портреты и автопортреты. В её творчестве, наряду с образом Богоматери, ощутимо выражен интерес к образу женщины-губительницы, мстительницы (Цирцея, Юдифь и др.). Взяв лучшее от своих учителей, Элизабетта разработала свой уникальный стиль. Отец привил ей любовь к тёмным и насыщенным краскам, а изучая работы Рени, она взяла от него некоторые принципы композиции.

## Избранные работы
- Крещение Христа (1658, Болонья)

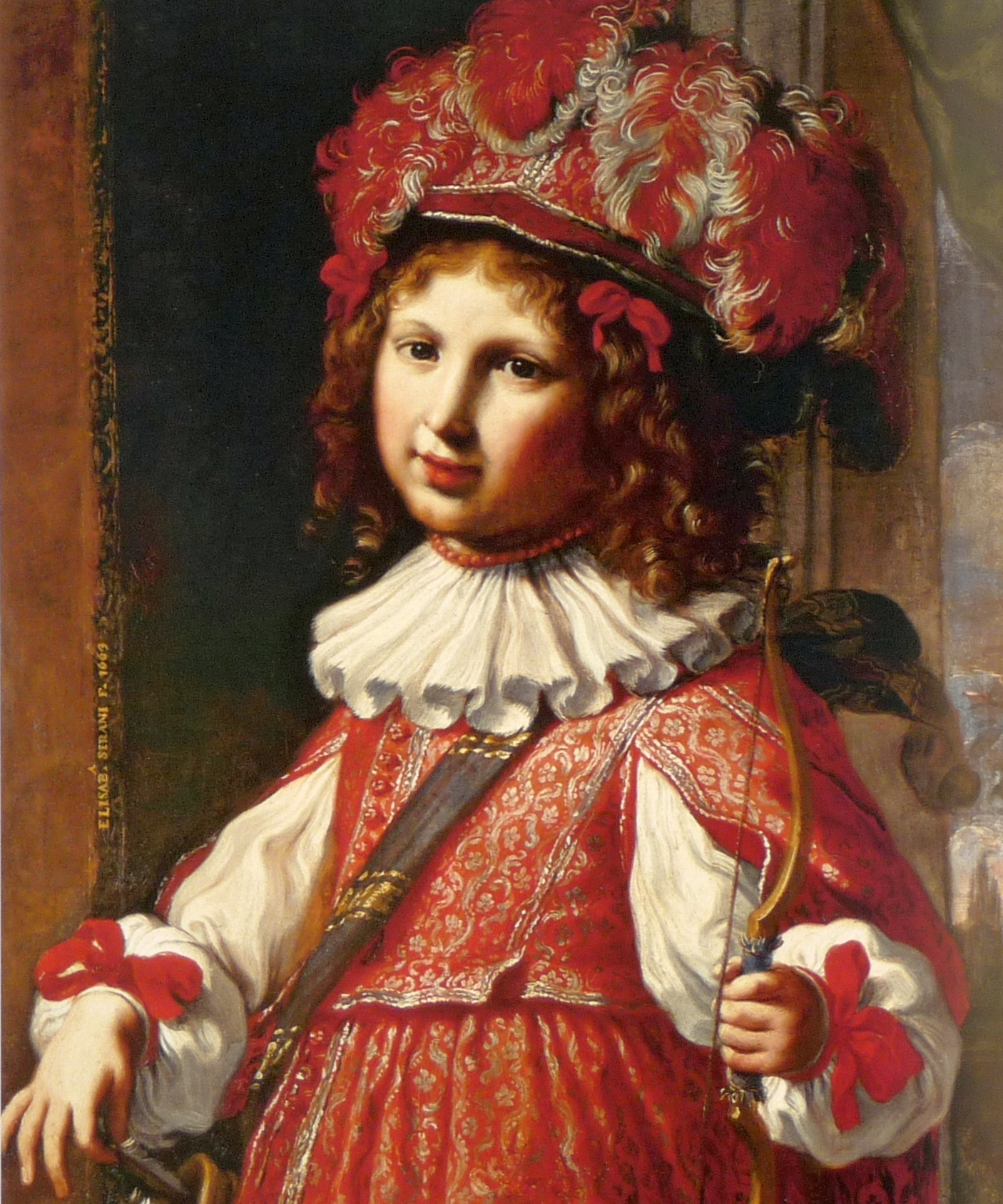
Винченцо Фердинандо Рануцци в образе Амура, 1663. Варшава

- Аллегория живописи (автопортрет) (1658, Государственный музей изобразительных искусств имени А. С. Пушкина)
- Юдифь с головой Олоферна (1658, Пеория, США)
- Кающаяся Магдалина (1658, Безансон)
- Аллегория музыки (1659, Кёльн)
- Спящий Купидон (1660, Уффици; авторство оспаривается)
- Портрет Беатриче Ченчи (1662, Национальная галерея старинного искусства, Рим)
- Святой Антоний Падуанский, припадающий к стопам младенца Христа (1662, Болонья)
- Богоматерь с младенцем (1663, Национальный музей женского искусства, Вашингтон)
- Порция, ранящая себя в бедро (1664, Хьюстон, США)
- Портрет Анны Марии Рануцци Марсильи в образе христианской Любви (1665, Болонья)
- Юдифь с головой Олоферна (Балтимор, США)
- Клеопатра (Флинт, США)
- Богоматерь с младенцем (Неаполь)
- Богоматерь с младенцем (Ереван)
- Муза трагедии Мельпомена (Национальный музей женского искусства, Вашингтон)

## Интересные факты

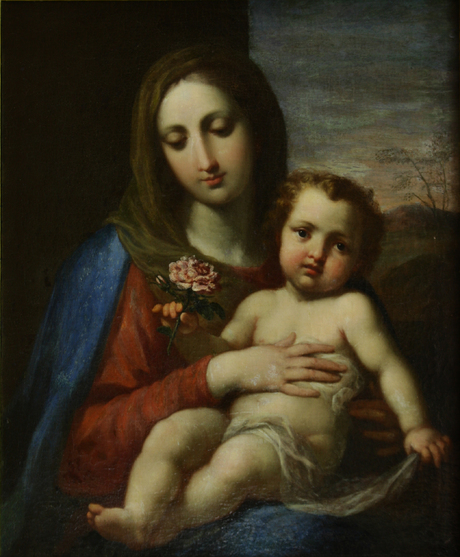
Богородица с младенцем. Национальная картинная галерея Армении

- Посетивший мастерскую Сирани в 1664 Козимо Медичи застал её за работой над портретом его дяди. Великий герцог Тосканский тут же заказал ей изображение Мадонны для собственной коллекции. Художница выполнила работу столь быстро, что краски успели высохнуть, и заказчик забрал работу с собой.

## Образ в культуре
Романизированные биографии художницы начали создавать ещё в XIX в., особенно в её родном городе. Недавно ей была посвящена стихотворная драма итальянского поэта Давиде Рондони (р.1964) Искусство — яд (2004). Пьесу поставила в 2005 актриса и режиссёр Яя Форте.